# Alianza por la Democracia (Malaui)
La Alianza para la Democracia (AFORD) es un partido político de Malaui que marcó la historia del país al sentar las bases para un gobierno multipartidista. Comenzó como un movimiento político clandestino durante la era de Hastings Kamuzu Banda y más tarde se convirtió en un partido político durante la era multipartidista bajo el liderazgo del activista sindical, Chakufwa Chihana de cara a las elecciones de 1994. El AFORD tiene fortaleza en la región norte. Su presidente es Godfrey Shawa.

## Historia
La AFORD comenzó como un movimiento político clandestino bajo la dictadura de Banda bajo el liderazgo del sindicalista y activista político Chakufwa Chihana. Este lideró un movimiento político clandestino que apuntaba transformar el país a un gobierno democrático multipartidista. Fue la primera persona en desafiar abiertamente el sistema. Por lo tanto, es conocido como el 'padre de la democracia de Malaui' por su papel en el comienzo de un gobierno multipartidista. Ante la pregunta de un periodista en 1993 Chihana contestó, Muchos argumentarían que AFORD estaba oficialmente registrado y activo. El AFORD es ahora un partido político cuya misión bajo el liderazgo de Chihana era reconstruir la economía, atraer inversores y mejorar la infraestructura de Malaui. El AFORD se opuso a promover el reinado del líder autocrático Hastings Kamuzu Banda y buscó promover la idea de la verdadera democracia. Bajo la influencia de Chakufwa Chihana, el partido político comenzó inicialmente como un grupo de presión ya que los partidos políticos fueron ilegales durante algún tiempo bajo Banda. El apoyo hacia el AFORD se concentra en las partes más al norte de Malaui por muchas razones, incluido el hecho de que su líder el sindicalista Chakufwa Chihana nació en la aldea de Mhuju. La combinación de los ataques del Partido del Congreso de Malaui (MCP) a la credibilidad nacional del AFORD al calificar a Chihana como regionalista y la restricción momentánea de Chihana a una cárcel de Rumphi también contribuyó al por qué de la fuerza política del AFORD en el norte de Malawi. El proceso para las elecciones generales multipartidistas empezó en 1993. En estas el Frente Democrático Unido (UDF) de Bakili Muluzi ganó contra el Partido del Congreso de Malaui (MCP) de Hastings Kamuzu Banda. Chihana pudo obtener el 18.89 por ciento de los votos y 36 escaños, casi todo de la región norte. AFORD no ha ganado cualquiera de las elecciones presidenciales que tuvo lugar después del referéndum de 1993. El AFORD sufrió una división unilateral cuando Chakufwa Chihana perdió la fe en el gobierno luego de acusarlo de corrupción durante su vicepresidencia en 2003-2004. Gowa Nyasula asumió el papel de presidente de AFORD en la carrera por las elecciones de 2004 que lo llevó a asumir la mayor parte de los fondos para el partido. Finalmente, Mweinfumbo decidió después del año 2014 aceptar la solicitud para competir con Enoch Chihana por el cargo de presidente del partido en la convención nacional el 17 de diciembre de 2018 para postularse en las elecciones generales de 2019 como candidato de AFORD.

## Presidentes
- Godfrey Shawa 2012-presente
- Dindi Gowa Nyasulu 2004-2012
- Chakufwa Chihana 1992-2004

## Historia electoral

### Elecciones presidenciales
|  | 18.89 % |

|  | 45.21 % |

|  | 0.45 % |

|  | 59.34 % |

### Elecciones legislativas
|  | 19.05 % |

|  | 10.56 % |

|  | 3.61 % |

|  | 0.88 % |

|  | 0.62 % |

|  | 0.49 % |